# ماتيو بيسينا
ماتيو بيسينا (بالإيطالية: Matteo Pessina)‏ (21 أبريل 1997 بمونزا في إيطاليا - ) هو لاعب كرة قدم إيطالي في مركز الوسط. شارك مع منتخب إيطاليا تحت 19 سنة لكرة القدم. أما مع النوادي، فقد لعب مع إيه سي ميلان ونادي كاتانيا ونادي ليتشي ونادي مونزا.

## وصلات خارجية
- ماتيو بيسينا على موقع الاتحاد الدولي (مؤرشف)  (الإنجليزية)
- ماتيو بيسينا على موقع الاتحاد الأوربي (الإنجليزية)
- ماتيو بيسينا على موقع إي إس بي إن إف سي (الإنجليزية)
- ماتيو بيسينا على موقع قاعدة بيانات كرة القدم.إي يو (الإنجليزية)
- ماتيو بيسينا على موقع بيانات كرة القدم. دي إي (الألمانية)
- ماتيو بيسينا على موقع ليكيب (الفرنسية)
- ماتيو بيسينا على موقع ناشيونال فوتبول تيمز (الإنجليزية)
- ماتيو بيسينا على موقع Soccerbase.com (لاعب) (الإنجليزية)
- ماتيو بيسينا على موقع Soccerway.com (الإنجليزية)
- ماتيو بيسينا على موقع عالم كرة القدم.نت (الإنجليزية)